# تيم ويلر
تيم ويلر (بالإنجليزية: Tim Wheeler)‏ هو لاعب كرة قاعدة أمريكي، ولد في 21 يناير 1988 في ساكرامنتو في الولايات المتحدة.

## وصلات خارجية
- تيم ويلر على موقع أرشيف الشارخ.
- تيم ويلر على موقع دوري كرة القاعدة الرئيسي (الإنجليزية)
- تيم ويلر على موقعبيزبول رفرنس.كوم (الدوري الثانوي) (الإنجليزية)
- تيم ويلر على موقع إي إس بي إن.كوم (أم.أل.بي) (الإنجليزية)
- تيم ويلر على موقع مشجعي الرسوم البيانية (الإنجليزية)